# Tenore contraltino
Tenore contraltino (corrispondente, in larga parte con il, o meglio, la francese haute-contre) è una tipologia di tenore che si affermò in Italia agli inizi del XIX secolo, soprattutto nel repertorio rossiniano, e che poi si evolvé rapidamente nel tenore romantico moderno.

## Caratteristiche vocali
Si tratta di una tipologia di tenore dall'estensione non poi molto più ampia di quella del tenore baritonale coevo, ma in grado di sostenere tessiture molto più elevate: se quindi l'estensione media rimane sostanzialmente quella classica do2/do4 (e tenuto conto che solo i baritenori migliori erano in grado di arrivare a tali altezze, od anche superarle, passando comunque al falsettone all'incirca sul sol3), con i tenori contraltini la soglia del passaggio al registro del falsettone si eleva di un tono/un tono e mezzo, e il do4 viene facilmente superato fino a consentire l'esecuzione del mi4 o perfino del fa4. La vera differenza, però, sta nella tessitura, cioè in quella sezione dell'estensione in cui si chiede al cantante di eseguire il canto sillabico con i migliori risultati sonori, che nel tenore contraltino diventa acutissima e tale da non poter essere sostenuta nemmeno dai tenori baritonali più dotati. Manuel García padre, ad esempio, che pure era un baritenore molto esteso nel suo campo, "aveva in repertorio L'italiana in Algeri, ma di fronte all'acutissima tessitura e alla scrittura prevalentemente sillabica di «Languir per una bella», abbassava l'aria di un tono e mezzo, eseguendola in do maggiore, anziché in mi bemolle".
In Francia, che fu l'unico paese europeo a rifiutare i castrati, una figura analoga al tenore contraltino italiano del primo ottocento si era sviluppata, con il nome di haute-contre, fin dal '600, ed aveva mantenuto il sostanziale monopolio delle parti di giovane amoroso, sia nella grande opera, che nell'opéra-comique, per tutto il secolo successivo, raggiungendo il suo momento culminante all'epoca di Rameau. Si trattava comunque di un tipo di tenore dalla voce estremamente chiara ed estesissima, ma quasi sistematicamente emessa in falsettone nella zona acuta, a riecheggiare in qualche modo il contraltista castrato di stampo italiano.. Questa tesi, chiaramente mutuata dalle posizioni di Rodolfo Celletti, non pare pienamente condivisa, nella sua recente opera sulla voce di tenore, da John Potter, secondo il quale la differenza principale tra i tenori settecenteschi italiani (non più così baritenori o "tenor-bass[es]" come quelli seicenteschi) e le hautes-contre francesi era che, salvo eccezioni, i primi passavano al falsetto (e non al falsettone, a cui Potter non fa alcun esplicito riferimento) dopo il sol3, mentre i loro contemporanei francesi arrivavano al si-bemolle a piena voce, o per meglio dire, con una "voce mista di testa e di petto, e non [con] la piena voce di petto che i tenori italiani avrebbero sviluppato in seguito", (e cioè, per dirla con Celletti e con il redattore della "Grande Enciclopedia", in falsettone).

## Storia

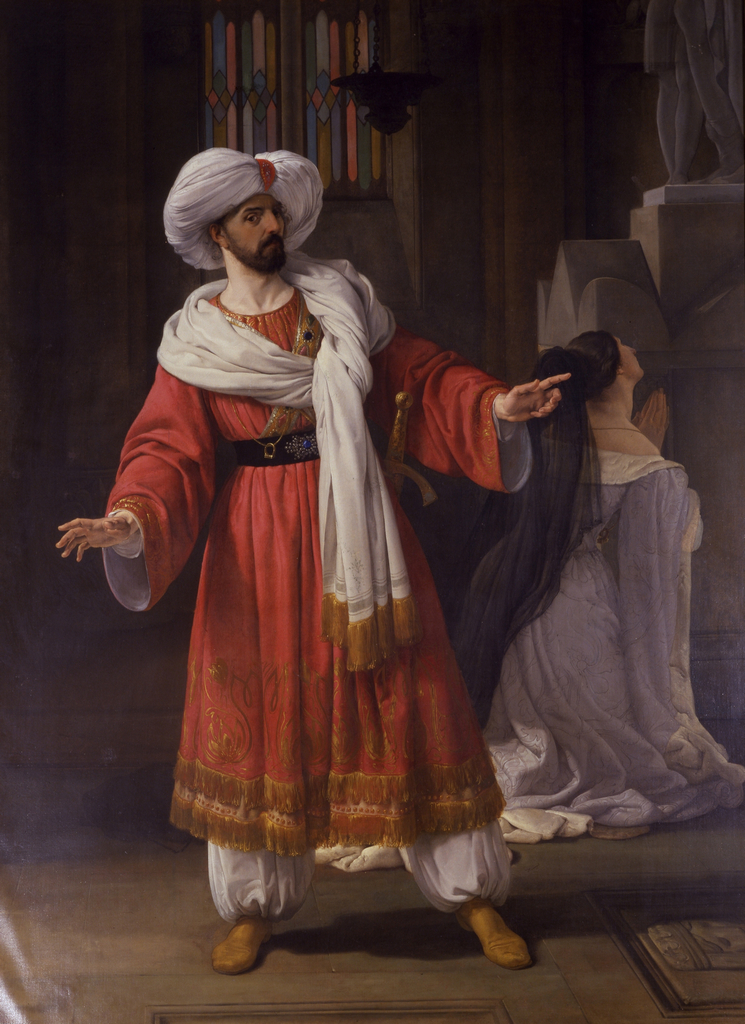
Giovanni David nei panni di Agobar da Gli arabi nelle Gallie di G. Pacini

Tra la fine del XVIII e l'inizio del XIX secolo, la penuria di castrati sul mercato dell'opera lirica costrinse i musicisti dell'epoca ad ingegnarsi a trovare dei sostituti per i ruoli di "attor giovane" nelle compagnie operistiche. La soluzione che apparve più immediata e più in continuità con la tradizione, fu quella di fare ricorso al cosiddetto "contralto musico", e cioè a cantanti donne (più spesso, in realtà, mezzosoprani che non veri e propri contralti), le quali potevano eseguire senza problemi le parti già scritte in origine per castrati o quelle che venivano ora composte espressamente per loro. Secondo Rodolfo Celletti, nei primi trentacinque anni dell'800, si contano forse più di un centinaio di casi di utilizzo originale del contralto musico, anche da parte di autori della generazione post-rossiniana, come Donizetti, Mercadante, Pacini, lo stesso Bellini..
L'altra soluzione possibile era fare ricorso al tenore baritonale, ma la cosa non poteva non ripugnare un po' al gusto ancora belcantistico (o, se si vuole, tardo barocco) degli operisti coevi, che condividevano la tradizionale avversione per questo timbro vocale, così comune e realistico, e quindi volgare. Tenendo anche conto che le scelte erano sempre vincolate dalle compagnie effettivamente disponibili di volta in volta nei vari teatri, questa soluzione venne scelta quando non vi erano alternative. Rossini, ad esempio, usa il baritenore come amoroso, nell'Elisabetta, regina d'Inghilterra, per la quale ne aveva, in compagnia, addirittura due, così come sarebbe avvenuto a Roma nel Torvaldo e Dorliska o, caso clamoroso, nell'Armida, dove accanto all'amoroso protagonista Rinaldo, interpretato dal principe dei baritenori rossiniani, Andrea Nozzari, sono scritte parti di comprimario, per altri cinque o sei tenori dello stesso tipo (anche se poi quattro cantanti sono in pratica sufficienti per eseguirle tutte)! In tutti questi casi non vi era disponibilità di contralti né vi era, in compagnia, Giovanni David, come sarebbe accaduto in molte delle opere napoletane del Pesarese.
Infatti, Rossini inventò, basandosi fondamentalmente su questo cantante, una terza soluzione: quella di individuare una nuova tipologia di tenore da opera seria, partendo dall'esperienza dei "tenorini" di opera buffa o di mezzo carattere, dotati di voci più chiare e leggere, e quindi tendenzialmente più agili, di quelle dei baritenori veri e propri. Dopo aver impiegato per il tenore, nelle sue prime opere comiche, una scrittura ancora fondamentalmente centrale e moderatamente virtuosistica, non appena le capacità degli esecutori glielo resero possibile, Rossini elevò la tessitura del tenore a vette estremamente difficoltose, anche sul piano del virtuosismo e della coloratura. Ciò accade per Serafino Gentili, primo Lindoro ne L'Italiana in Algeri, per il citato David, primo Don Narciso ne Il turco in Italia, per Giacomo Guglielmi primo Don Ramiro ne La Cenerentola e per Savino Monelli primo Giannetto de La gazza ladra. E alloquando Giovanni David fu ingaggiato nella compagnia del San Carlo, a questo cantante vennero affidate le parti da giovane e/o nobile amoroso, mentre a Nozzari e ad altri baritenori toccarono di solito quelle da antagonista rancoroso, da comandante di eserciti, ecc. (la stessa parte di Otello, creata da Nozzari "ha, psicologicamente, i connotati del baritono moderno, sia che lo si veda come eroico condottiero, sia che esprima un'esasperata gelosia").

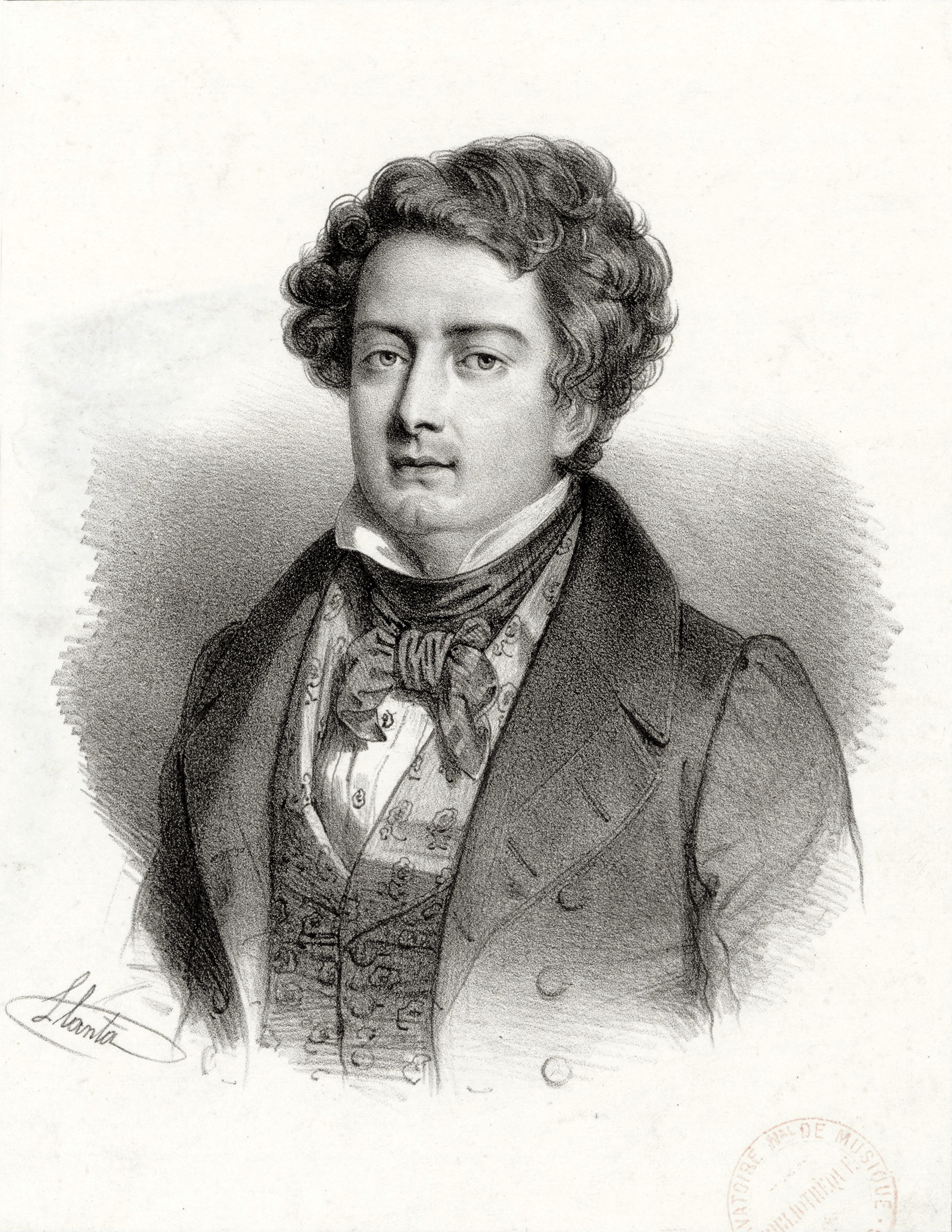
Adolphe Nourrit

Con gli esempi sopra riportati, la tipologia del tenore contraltino viene compiutamente a delinearsi: si tratta di un cantante acutissimo, brillante e agilissimo acrobata, in grado di fronteggiare il baritenore nei duetti infuocati e insieme di affrontare le melodie elegiache degli innamorati. E in grado soprattutto di mantenere tessiture molto più elevate di quelle dello stesso baritenore, pur anch'esso capace, nel canto di sbalzo, di sparare acuti di tutto valore (in qualche caso fino al re4), affrontati ovviamente, così come del resto dal tenore contraltino, in falsettone. Tale caratterizzazione viene in parte attenuata con il passaggio di Rossini in Francia, dove è possibile attingere alla tradizione del, o (come si dovrebbe più correttamente dire) della haute-contre, altrettanto versata nel canto acuto, ma assai più aliena dal virtuosimo figlio dei castrati proprio dell'opera italiana. Adolphe Nourrit costituisce il prototipo di tale espansione Oltralpe dell'esperienza del tenore contraltino.
L'uso di tale tipologia tenorile (ai nomi citati va anche aggiunto, per merito, quello di John Sinclair, primo Idreno della Semiramide), passò poi agli altri operisti contemporanei, trovando prima in Giovanni Battista Rubini, poi in Gilbert-Louis Duprez, i degni successori di David. Con Rossini però un'epoca era finita e i nuovi ideali canori realistici del Romanticismo andavano affermandosì rapidamente. Ed ecco così, da un lato, diminuire fin quasi a scomparire la coloratura: Bellini che ne La sonnambula porta ancora Rubini a confrontarsi ad armi pari con il soprano sul piano del virtuosismo, non gli richiederà più ne I puritani che un numero assai limitato di melismi; Donizetti, che continuerà ad impiegare sempre la coloratura nelle parti scritte per Rubini, interromperà quest'uso con Duprez quando questi cesserà di atteggiarsi ad emulatore del primo. Ed ecco, dall'altro lato, il superamento dell'uso del falsettone, anch'esso memoria dei bei tempi andati dell'antirealismo barocco: Rubini eleverà fino al si bemolle acuto l'emissione di forza, Duprez farà ascoltare, si dice, a Lucca, il primo do di petto e quindi abbandonerà il canto elegiaco del suo modello Rubini, iniziando ad eseguire di forza tutta la gamma degli acuti e riprendendo anche molti stilemi del baritenore, ancora allora presente sulle scene dell'opera lirica. Il grande Adolphe Nourrit, non rivelatosi in grado di adeguarsi alle nuove tendenze del canto e del gusto, battuto all'Opéra dal Duprez con l'esecuzione di forza di quell'Arnoldo del Guglielmo Tell che lui aveva creato, secondo le aspettative di Rossini, con il canto di grazia delle hautes-contre, finì la sua vita nella disperazione a Napoli, dove aveva ripreso a studiare con Donizetti, gettandosi dalla finestra dell'albergo nel quale viveva. La breve stagione del tenore contraltino era finita ed iniziava quella del tenore romantico, lirico o drammatico, elegiaco o stentoreo, che fosse.